# The Devil-Doll
The Devil-Doll is een Amerikaanse horrorfilm uit 1936 onder regie van Tod Browning. Destijds werd de film in Nederland uitgebracht onder de titel De duivelspop.

## Verhaal
De Parijse bankier Paul Lavond wordt onterecht veroordeeld voor een bankroof en verbannen naar het Duivelseiland. Hij maakt er kennis met een geleerde, die een manier heeft ontdekt om mensen te laten krimpen tot het formaat van een pop. Ze kunnen ontsnappen en Lavond keert terug naar Parijs. Met de techniek van de wetenschapper wil hij zich wreken op de mensen die zijn leven hebben verwoest.

## Rolverdeling
| Acteur             | Personage          |
| ------------------ | ------------------ |
| Lionel Barrymore   | Paul Lavond        |
| Maureen O'Sullivan | Lorraine Lavond    |
| Frank Lawton       | Toto               |
| Rafaela Ottiano    | Malita             |
| Robert Greig       | Emil Coulvet       |
| Lucy Beaumont      | Mevrouw Lavond     |
| Henry B. Walthall  | Marcel             |
| Grace Ford         | Lachna             |
| Pedro de Cordoba   | Charles Matin      |
| Arthur Hohl        | Victor Radin       |
| Juanita Quigley    | Marguerite Coulvet |
| Claire Du Brey     | Mevrouw Coulvet    |
| Rollo Lloyd        | Detective          |
| E. Alyn Warren     | Commissaris        |